# Fulfulde
Fulfulde (auch Ful; englisch Fula/Fulani, französisch peul/peulh) gehört zum atlantischen (auch „westatlantischen“) Zweig der Niger-Kongo-Sprachen. Der östliche Dialekt der Sprache wird Ful oder Fulfulde genannt, der westliche Dialekt oft Pulaar (oder Poular).
Eine relativ nah verwandte Sprache ist das Wolof.

## Verbreitung
Ful wird in einem langen Band durch den Sahel und die Savanne vom Senegal und Guinea bis in den Sudan gesprochen. Größere Gebiete, in denen Ful gesprochen wird, sind das Futa Jalon, das Fouta Toro, die Massina im Niger-Binnendelta um Djenné sowie Nordnigeria, Südniger und vor allem Nordkamerun (Hochland von Adamaua), wo es auch zur interethnischen Kommunikation dient. Das Ful gehört neben dem Hausa zu den weitestverbreiteten Sprachen (West-)Afrikas und ist eine wichtige Verkehrssprache, die in Westafrika, wie auch unter afrikanischen Flüchtlingen in Europa, teilweise als Lingua franca fungiert. Ful wird von etwa 7300 Personen in kleinen Gruppen im Norden Ghanas gesprochen. Die bedeutendste Fulfulde-Poetin ist Nana Asma’u (1793 bis 1864).
Das Ful wird in mehreren Staaten der Sahara und des Sahel gesprochen von:
- den Bororo, Plural: Wororbe, die bis heute nur wenig islamisiert sind, einen recht ursprünglichen Rindernomadismus betreiben und in Mali und Niger anzutreffen sind.
- den Tukulor (Toucouleurs) in Mauretanien und Senegal.
- den sogenannten Haus-Fulbe, die mit Usman dan Fodio die Stadtstaaten Nordnigerias erobert haben, einem strengen Islam anhängen und heute immer mehr in den Hausa aufgehen.
- der Bevölkerung Nordkameruns, die ein grammatisch vereinfachtes Fulfulde als Lingua franca gebrauchen, jedoch ihre ethnische Identität meist bewahrt haben.

In Sierra Leone sprechen (Stand 2015) knapp 173.000 Menschen Fullah als Hauptsprache.

## Herkunft
In Afrika hat sich die Sprache anscheinend vom Pulaar (Mauretanien, Senegal) aus verbreitet, welches die größte Komplexität aufweist, und sich von dort aus nach Mali, Niger und Tschad ausgebreitet, sowie zum Futa-Dyalon. Dort sind Vereinfachungen entstanden, die sich dann nach Togo, Nord-Nigeria und Kamerun fortgepflanzt haben.
Das Pulaar vertritt auch die Sprache weitestgehend; in ihm gibt es, im Gegensatz zu fast allen anderen Dialekten, durch die Träger der Sprache selbst erstellte Wörterbücher, eine Koran-Übersetzung, auch Foren, eine Wikipedia, Übersetzungen technischer Begriffe (zum Beispiel Firefox), Untersuchungen der Sprache sowie Erfassung und Versuche der Reinhaltung von Fremdwörtern usw.

## Dialekte
Die folgende Übersicht ordnet die Dialektgruppen des Fulfulde und gibt ihre Sprecherzahlen und Verbreitungsgebiete an.
Die Dialekte des Fulfulde:

### Ful
Fula, Fulfulde, Fulani, Pulaar, Peul (18 Millionen Muttersprachler, 22 Millionen mit Zweitsprechern.)

#### Ost-Fulfulde
- Zentral-Ost-Niger-Fulfulde (500.000)
- West-Niger-Burkina-Faso-Fulfulde (1,2 Millionen); Dialekte: Barani, Gawobe, Gourmantche, Jelgooij, Liptaako, Bogande, Gelaajo, Seeba-Yaga, Dallol-Boso, Bitinkore
- Nigeria-Fulfulde (8 Millionen); Dialekte: Kano-Katsina, Bororo, Sokoto und andere
- Adamaua-Fulfulde (Kamerun) (1 Million); Dialekte: Maroua, Garoua, Ngaonder, Kanmbarire, Bilkiri und andere
- Bagirmi-Fulfulde (Tschad) (200.000)

#### West-Fulfulde
- Borgu (Benin-Togo) (350.000)
- Maasina-Fulfulde (Mali) (1 Million); Dialekte: Maasina, Douenza, Seeno und andere
- Fuuta Jalon (Guinea, Mali) (3 Millionen); Dialekte: Kebu Fula, Fula Peta
- Pulaar (Senegal, Mauretanien, Gambia) (3 Millionen); Dialekte: Tukulor (ethnisch Wolof), Futa Tooro = Jeeri, Fulacunda

## Schriftzeichen

### Arabische Schrift
Fulfulde wurde vor der Kolonisation von vielen Gelehrten und Gelehrten auch in der arabischen Schrift oder Ajami geschrieben, darunter von Usman dan Fodio und den frühen Emiren der nordnigerianischen Emirate.

### Lateinische Schriftzeichen
Es gibt: Aa, Bb, Ɓɓ, mb, Cc (wie tch aussprechen), Dd, Ɗɗ, nd, Ee, Ff, Gg, Ɠɠ oder ɲ (wie gn mit weichem g), Hh, ʔˀ oder ɦ, Ii, Jj (dsch), Kk, Ll, Mm, Nn, Ŋŋ (ng mit weichem g), Ññ oder ny (wie nh in senhor), ɲ (gñ weich ineinander übergehend), Oo, Pp, Qq, Rr, Ss, Tt, Uu, Vv, Ww, Xx (wie ch in Bach, kratzend), Yy (wie dt. j), Ƴƴ, Zz. Manche davon sind inoffiziell, lokal oder akademisch. ɓ, ɗ, ƴ erhält man, wenn man m, n, d anhaltend spricht und dabei den hinteren Teil der Zunge an den oberen Gaumen und nach hinten zurückzieht; sonstige etwa in qibla (Gebetsrichtung), taariixa (Geschichte), ɲ̩awnde (krank) oder ɲiiƴe (Zahn). Selbstlaute können lang sein, Selbst- und Mitlaute sind immer abwechselnd, alle Worte fangen mit einem Mitlaut an.
| Fulfulde-Alphabet | Fulfulde-Alphabet | Fulfulde-Alphabet | Fulfulde-Alphabet | Fulfulde-Alphabet | Fulfulde-Alphabet | Fulfulde-Alphabet | Fulfulde-Alphabet | Fulfulde-Alphabet | Fulfulde-Alphabet | Fulfulde-Alphabet | Fulfulde-Alphabet | Fulfulde-Alphabet | Fulfulde-Alphabet | Fulfulde-Alphabet | Fulfulde-Alphabet | Fulfulde-Alphabet | Fulfulde-Alphabet | Fulfulde-Alphabet | Fulfulde-Alphabet | Fulfulde-Alphabet | Fulfulde-Alphabet | Fulfulde-Alphabet | Fulfulde-Alphabet | Fulfulde-Alphabet | Fulfulde-Alphabet | Fulfulde-Alphabet | Fulfulde-Alphabet | Fulfulde-Alphabet | Fulfulde-Alphabet | Fulfulde-Alphabet | Fulfulde-Alphabet | Fulfulde-Alphabet |
| ----------------- | ----------------- | ----------------- | ----------------- | ----------------- | ----------------- | ----------------- | ----------------- | ----------------- | ----------------- | ----------------- | ----------------- | ----------------- | ----------------- | ----------------- | ----------------- | ----------------- | ----------------- | ----------------- | ----------------- | ----------------- | ----------------- | ----------------- | ----------------- | ----------------- | ----------------- | ----------------- | ----------------- | ----------------- | ----------------- | ----------------- | ----------------- | ----------------- |
| A                 | B                 | Mb                | Ɓ                 | C                 | D                 | Nd                | Ɗ                 | E                 | F                 | G                 | Ɠ                 | Ng                | H                 | I                 | J                 | Nj                | K                 | L                 | M                 | N                 | Ŋ                 | Ɲ                 | O                 | P                 | R                 | S                 | T                 | U                 | W                 | Y                 | Ƴ                 | '                 |
| Kleinbuchstaben   |                   |                   |                   |                   |                   |                   |                   |                   |                   |                   |                   |                   |                   |                   |                   |                   |                   |                   |                   |                   |                   |                   |                   |                   |                   |                   |                   |                   |                   |                   |                   |                   |
| a                 | b                 | mb                | ɓ                 | c                 | d                 | nd                | ɗ                 | e                 | f                 | g                 | ɠ                 | ng                | h                 | i                 | j                 | nj                | k                 | l                 | m                 | n                 | ŋ                 | ɲ                 | o                 | p                 | r                 | s                 | t                 | u                 | w                 | y                 | ƴ                 | '                 |
| Phonetischer Wert |                   |                   |                   |                   |                   |                   |                   |                   |                   |                   |                   |                   |                   |                   |                   |                   |                   |                   |                   |                   |                   |                   |                   |                   |                   |                   |                   |                   |                   |                   |                   |                   |
| a                 | b                 | mb                | ɓ                 | c~tʃ              | d                 | nd                | ɗ                 | ɛ~e               | f                 | g                 | ɠ                 | ŋɡ                | h                 | ɪ~i               | ɟ~dʒ              | nɟ~ ndʒ           | k                 | l                 | m                 | n                 | ŋ                 | ɲ                 | ɔ~o               | p                 | r                 | s                 | t                 | ʊ~u               | w                 | j                 | ʔʲ                | ʔ                 |

### ADLaM
In den 1950er- und 1960er-Jahren gab es erfolglose Versuche, eine eigenständige Schrift zu entwickeln, um Fulfulde zu schreiben. In den späten 1980er- und frühen 1990er-Jahren schufen die beiden Teenager-Brüder Ibrahima und Abdoulaye Barry aus der Region Nzérékoré in Guinea das Adlam-Skript, das alle Klänge von Fulfulde genau wiedergibt. Die Schrift wird von rechts nach links geschrieben und enthält 28 Buchstaben mit 5 Vokalen und 23 Konsonanten.
ADLaM wurde 2016 vom Unicode-Konsortium übernommen und von Microsoft 2019 in die Bürosoftware Office integriert. Die Schriftfamilien Kigelia und Ebrima unterstützen ADLaM.

## Sprachstruktur
Das Ful gehört zu den Sprachen mit Nominalklassensystem, wobei es über 24 Nominalklassen verfügt. Die interessanteste Nominalklasse ist die Personenklasse, die die Suffixe -’o, Plural: -ɓe aufweist, die in der ganzen Sprachfamilie verbreitet ist und ihr Äquivalent in Bantu mu-, Plural: ba- hat und in der Form muntu, Plural: bantu „Mann“, „Männer“ dem ganzen Bantu-Sprachzweig seinen Namen gab (bekannt ist dieses Präfix zum Beispiel im Namen Watussi, eigentlich eine Pluralform von Tutsi).
Darüber hinaus verfügt das Ful, ähnlich dem in keiner Weise verwandten Keltischen, über sogenannte Anlautmutationen (wie auch andere atlantische Sprachen). Typisch für das Fulfulde sind auch sogenannte Implosiv-Laute.

## Grammatik

### Verben
Die meisten Verben kann man aktiv (-u- oder <-Ø->), passiv (-ee-), und manche auch selbstbezogen oder ohne Objekt (-aa-) benutzen.

Dabei ist zu unterscheiden, ob der Vorfall schon abgeschlossen ist (Ereignis oder Eigenschaft: -i oder -u, -ii oder -e, -aa), oder nicht (momentan, künftig, möglich: -a, -o, -e):
jangude lernen: Mi jangi/janga Ich lerne im Allgemeinen/gerade

danade schlafen: O danii/dano Er schlief/schläft

jeyede gehören: Ɗum jeya/jeye . Das gehört ..
Vergangenheit: Anhängen von: <nichts>, -ke, -ma an abgeschlossene Form:

O daniike er schlief
Zukunft: letzten Selbstlaut verdoppeln mit -t- dazwischen:

Mi danoto Ich schlafe (demnächst)
Verneinung: in fertige Form -aak-/-aan- (bzw. -aat, falls danach kein Buchstabe mehr kommt) für Zustand/Eigenschaft nach dem letzten Mitlaut einschieben, optional vorherigen Selbstlaut zu a wechseln:

Mi jangaani Ich lerne nichts; Mi danotaako / danataano Ich werde nicht/nie schlafen . Falls dem Verb ein ni/no wegen Un-/Beendetheit des Ablaufs nachgestellt ist (s. u.), kann dies in die Verneinung eingeschoben werden, also -aanok-
Zur zusätzlichen Verstärkung oder Erklärung der Vergangenheit kann noch no, falls vollendet ma oder no ma, der Gegenwart ɗoni, (wo)ni oder (wo)na, enfatisch dann noch he mit angehängtem Pronom, eingeschoben oder hinzugefügt, der Zukunft ma verwendet werden; bei Verneinungen aber selten sinnvoll: Mi jangi no Ich habe gelernt ; Mi horii ma hebde mbuddi Ich hatte keinen Erfolg Geld zu kriegen ; Mi daniinoke ich habe geschlafen ; Mi danaakiino Ich hatte nicht geschlafen ; Mi danotaakino Ich werde nicht geschlafen haben ; Ma mi dano ich werde schlafen.
Konjunktiv, Konditional: Sätze der Art „Falls … wäre/hätte, (dann) würde …“ meist mit Ti/Si „falls“ (-i oft durch folgendes Pronom oder -o ersetzt), sowie kere / han(ti) „dann“, also: So … (no), (kere) … (no), wobei die Zeiten wie im Indikativ erfolgen, soweit nicht näher bestimmt : So mi dañi no (ma) mbuddi, (han) mi soodi (no) comci/tamseere Wenn ich Geld (gehabt) hätte, würde ich Wäsche/Brot kaufen (gekauft haben)
Bei aufeinanderfolgenden Verben steht das zweite im Infinitiv oder Konjunktiv, also Mi yiddi yahude Ich will gehen, Omo yiddi en yaha Er will (dass) wir gehen, Mi yahi Ich gehe, Miɗo (wo)ni yaha Ich gehe/laufe gerade . „… dass …“ wird mit yo, ngela oder Hinzufügung des Pronoms bei beiden Verben oder persönlichen Infinitiv gebildet: Omo yiɗdi (yo/ngela) enen dilli Er will (dass) wir weggehen, wird aber selten gebraucht.

### Arten der Objekte und Subjekte
Die Sachen sind vertikal in etwa 25 Klassen unterteilt. In welche Klasse etwas fällt, hängt oft von seiner Art ab. Es gibt Klassen für Einzahl, Mehrzahl, jeweils für normale Sachen oder für Personen, außer für die normale Größe auch ihr zugeordnete für Verkleinerung, Vergrößerung. Die Klassen sind o (Personen Einzahl), be (Personen Mehrzahl), ngal (Sachen) und andere. Jede Klasse hat für ihre Sachen eine von 3 möglichen Anlautstufen, mit der ihre Sachen anfangen, weich, hart oder nasal; die ihr zugeordneten Klassen für Mehrzahl usw. ebenfalls, meist von jener unterschiedlich; ferner hat jede Klasse horizontal 4 Suffixstufen, wobei alle Sachen gemäß ihrer Endung in eine fallen, die sich aber bei Mehrzahl usw. nicht ändert. Außerdem gehört zu jeder Einzahl-Klasse eine bestimmte Klasse für Mehrzahl, Verkleinerung oder Vergrößerung.
Eine Klasse ist etwa die nde-Klasse, Einzahl Sachen, mit der Anlautstufe 1 oder weich oder y-, mit den Endungen re-, re-, de-, nde- der 1. bis 4. Suffixstufe des Endlauts; die ngel-Klasse, kleine Sachen, Anlautstufe 2 also hart also ge-, mit den Endungen -el, -yel, -gel, -ngel in der 1. bis 4. Suffixstufe; die ngal-Klasse, große Sachen, Anlautstufe 2 hart nämlich ga-, mit den Endungen -al, -wal, -gal, ngal der 1. bis 4. Suffixstufe am Ende ; und die kon-Klasse, Mehrzahl kleine Sachen oder Personen, Anlautstufe 3 oder nasal nämlich nkon-, mit den Endungen -on, -hon, -kon, -kon . Jede Klasse hat dann ihre eigenen Pronomen etwa für Subjekt, direktes und indirektes Objekt, und andere ; etwa für die erstgenannte nde-Klasse : nde der/die/das, ndeya jener, der andere, ndeng genau dieser, kayre der-welcher, maare sein . Die -nde Einzahl-Klasse hat als ihre Mehrzahlklasse -de, als ihre Vergrößerung die -ngal – Klasse, als ihre Verkleinerungsklasse -ngel, und für die Mehrzahl der Verkleinerung -kon. Daraus ergibt sich für jedes ihrer Worte, dessen Mehrzahl, Vergrößerung, Verkleinerung, Mehrzahl Verkleinerung.
So fällt yitere nde das Auge ihrer Endung nach vertikal in diese nde -Klasse, deren Worte alle mit der 1. Anlautstufe also weich, hier y- beginnen, und hat von den darin möglichen Endlauten -re, re, de, nde die 1. oder 2. Kleines Auge heißt gitel ngel, der ngel-Klasse, mit hartem Anlaut und den Suffixstufen -el, -yel, -gel, -ngel, was entscheidet, dass das Wort horizontal mit -el der 1. Suffixstufe angehört, was bei Vergrößerung, Verkleinerung und Mehrzahl gleich bleibt. Entsprechend ist die Mehrzahl gite de in der de .Klasse, passend mit der Endung -e für seine 1. Suffixstufe ; das große Auge ngital ngal, der -ngal -Klasse die für die dem Wort zugehörige 1. Suffixstufe passend -ngal als Endlaut und Anlautstufe 2 also git- vorsieht ; sowie für die Mehrzahl kleine Augen ngiton kon die -kon -Klasse mit einem Anlaut der 3. Stufe also nasaliert ngi- erwarten lässt, sowie für die dem Wort zugehörige 1. Suffixstufe -on am Ende .
Die Personenklasse ist für die Einzahl die -o -Klasse mit der 2. oder harten Anlautstufe und mit -o, -jo, -do, -do den Endungen der 1. bis 4. Suffixstufe, für die Mehrzahl die -be -Klasse mit der 1. oder weichen Anlautstufe und den Endungen -be in allen 4 Suffixstufen (die Pronomen dieser beiden Klassen sind wie oben für die dritte Person Einzahl und Mehrzahl angegeben).

### Verbbeugung

#### Pronomen Subjekt
Mi Ich ; A du ; O er,sie ; Min/Men Wir ohne/mit dir, En wir beide ; On ihr ; Ɓe sie (Personen) ; bei Objekten Klassenpronom oder Ɗum / Ɗumˀen Einzahl / Mehrzahl

Mi andaani Ich weiß nicht ; O warii no Er kam
Bei vielen Dialekten wird das Verb der 2. Anlautstufe des Subjektes angepasst

Mi haali ich spreche ; Enen kaali wir sprechen
Statt voran kann das Pronom auch nachgestellt werden, besonders in Fällen wo auch im Deutschen so, etwa bei Vorziehen von Objekt oder Satzergänzung (etwa, Fragen); zwischen zwei Selbstlauten wird -ɗ- eingeschoben. In vielen Dialekten Besonderheiten wie 3. Anlautstufe, nur bei besonderen Hilfsverben, nicht bei 1. Person, -u- / -e- bei aktivem / mittlerem Verb

Ngiddmi ko/he danaade Ich will schlafen ;
(Hol)no mbadɗa ? Was machst du ? ; Ɗumdoŋ mbadɗen ! Genau das machen wir !

Dem Hilfsverb hude machen nachgestellt bedeutet als …, bei … : Mi yihino mo hemo wujji Ich hab ihn gesehen als er stahl
Bei vorliegenden allgemeinen Eigenschaften oder Ausdrücken i.S. „… ist …“ wird das Pronom partizipiert, bei Personen mit -ɗo oder -mo der Personenklasse oder mit -ɗ- als eigene Partizipierung jedes Pronomens:

Aɗa selli Du hast recht ; Aɗa selli ? Fühlst du dich gut / bist du gesund ?, Omo tampi Er ist müde ; Miŋmi ɗo Ich bin hier, Miɗo ni yaha, Miɗo yahude Ich gehe jetzt, vgl. mit Hilfsverb Mi ɗoni/woni yaha
Dem Pronomen können noch Nähebezeichnungen wie -ɗo, -ɗa angefügt werden: ɗumɗo das hier ; ɗumɗoŋ das genau hier ; Nagge ngeŋ(ɗa) ko am Genau diese Kuh (da) ist meine, Aɗa, ar ɗo/ga ! Du-da, komm her ! Diese Ortsbezeichnung ist von allgemeinen Eigenschaften zu unterscheiden da sie auch bei Verneinung bleibt: Oton andaani hay hunde ! Der-dort weiß/kann überhaupt nichts !
Durch Verdoppeln des letzten Selbstlautes, oder Anhängen von -ŋ, kann das Pronomen hervorgehoben werden etwa im Sinne „genau das“. Relativpronomen werden durch Nasalieren am Anfang, optional durch zusätzliches ho(n)- gebildet. Fragen durch holi und Fürworte dafür durch hol(i)/hon- oder -(y)e

Ko ɗumdoŋ (ho)nɗum mi yiddi Es ist das-da was ich will

Ko mii/miŋ, mi yiddaani. Was mich betrifft, ich will nicht

Ho(li)mbo ɗa ? Ko miŋ ! ; Wer da ? Ich ! ; Hol(i) tuma ? Hoŋ tuma ! Wann ? Genau zu dieser Zeit / Dann !
Mehrzahlen werden auch durch -ˀen oder -ɗi gebildet

Miŋˀen, menɗen ni yahata Ich und meine Leute, wir gehen gleich
Häufig sind im Fula genaue Verdeutlichungen. Solche des Subjekts oder Verbs erfolgen mit (wo)nude : (ho)mbo yahi, ko miŋ , (Ko) miŋ mbo/mi yahi (Es) bin ich der-wer geht ; miŋ no yahi ich-genau gehe (nicht du-etwa) ; mi yahi ich gehe ; Aɗa ni rabbi du-wie-du-bist ist klein ; heɓi no fewi sehr voll ; des genauen zeitlichen Zustands oder Ablaufs indessen mit ɗude : Mi ɗo ni yaha ich tu gehen, Mi ɗo(ŋ) (woni/ni) yaha ich tu gerade/genau jetzt / bin dabei zu gehen ; Aŋ ɗi rabbi du bist klein ; Omo ɗi ni heydi Er hat (gerade) Hunger usw. Oft kommen diverse solcher Verdeutlichungen kombiniert vor
Befehlsform: woni …, oder für Einzahl: Infinitivendung, also <nichts> oder (falls davor zwei verschiedene Selbstlaute zusammenstehen oder das Pronom folgt) -u, -o/a, -e, für Mehrzahl normale Flexion oder -ee ; Verneinung wotaa … : Yah ! Geh ! ; Ndaar ndiyam ! Guck, Wasser (für dich) ! ; Woni a dano ! / Dano ! Schlaf ! ; daree / daroɗon ! (ihr) stehenbleiben ! ; Yahuɗen / Yahen / Mahen ! Gehn wir ! ; Jabtu ɗumɗa ! Hol/nimm/fang das-da !

#### Pronomen Objekt
Zwischen direkt und indirekt nur akademische Unterschiede. (y)am, la mir, mich, auch mi mich ; ma dich,dir ; mo es,ihn,ihm usw. ; miŋ/eŋ uns ohne/mit dir ; oŋ euch ; ɓe ihnen ; bei Objekten je nach Klasse unterschiedlich oder universal ɗum / ɗumˀen Ez./Mz., stattdessen können auch die nachfolgenden Besitzfürworte, optional mit Präposition wie fi oder he davor, verwendet werden :
Habbo la ! Warte auf mich ! ; Rokk am ɗumɗa ! Gib mir das-da ! Mi mofti ma ɗum / Mi mofti ɗum fi maɗa Ich heb es dir / für dich auf

#### Possessivpronomen
am mein ; ma dein ; mako sein, ihr ; (a)miŋ/meŋ unser ohne/mit dir ; moŋ euer ; maɓe denen ihr ; bei Objekten unterschiedlich, universell um, mu(ɗu)m / mu(ɗum)ˀen Ez./Mz., optional mit Pronomen oder ko davor oder danach: nagge am nge meine Kuh ; gall(e) am/um mein/sein Haus

### Verdeutlichung der Satzteile
Normal ist: Subjekt – Verb – Objekt . Dass geändert oder etwas hervorgehoben werden soll, kann durch Hinzufügen von etwas wenn auch nicht eindeutigem aber normalerweise überflüssigem ausgedrückt werden, etwa dem Subjekt oder Objekt sein Relativpronomen, allgemeines Pronomen ɗum/ko für Sachen / Personen, oder dem Subjekt hi, dem Objekt he was auch fallerzeugend (nicht-Nominativ) wirkt.

(Ho)nɗum mi ñami, ko/ɗum maaro Das was ich esse, das ist Reis ; ko/ɗum maaro (ho)nɗum mi ñami Es ist Reis das-was ich esse ; ko/ɗum mi ñaminoma maaro(ri) ndi Ich habe den Reis gegessen

### Redundanz
Oft erfolgt übermäßige Verdeutlichung. Dabei ergeben sich Sätze vom Typ Onoŋ (on) / Kaŋ nko ko/no/hi(ɗ)~ oŋ moŋ ngoni ɗo Wir sind es/wir, diejenigen die (wir) hier sind, wobei man nur die gefühlsmäßig wichtigen Teile benutzt, also etwa Miŋ miɗo/no (mi) woni, Aŋ (a) hiɗa (a) woni, Kaŋ ŋko himo (o) woni, Onoŋ oŋ himon oŋ ngoni, Meneŋ (eŋ) ko/hi men (meŋ) ngoni

### Hilfsverben
yidde wollen ;
hude machen, als hi beendet oder he/ko passiv/enfatisch : fallerzeugend, auch O-S vertauschend;
dañde haben ;
(wo)nude/ɗonude sein / ablaufen, neg.: (wo)naa nicht sein ,yalla nicht hier sein ;
 wooɗde geben, existieren, neg. yalla nicht da sein ;
 latude, wontude werden ;
 ɗaccude (sein) lassen ;
 jab(i)tude nehmen, holen, fangen
tawde/tahde, harude, feyyude passieren
Mi yiddi ñamde hunde Ich will was essen ; Mi yiddaani ñamde hay hunde Ich will nichts essen.

Oɗo (wo)ni wara, o mbo (wo)ni wara Er kommt ; (wo)naa samakala ! Das ist kein Scherz !

ñiiri wooɗi ? Gibt's hier was zu essen ? ; ñiiri (w)alla ! Hier gibt's kein Essen !

Himo tampi Es ist so, dass er müde ist ; Hina/Nda kossam ! Guck hier ist Milch ! ; Mi yihino ma hiɗa hewti Ich hab dich gesehen als du ankamst

„Haalde goto, hude oya !“ (Sprichwort) Reden ist eins, handeln was anderes.

(Ɗ)acci e(ne)ŋ/men yahde ! Lass uns gehen ! ; Mi dañaani mbuddi / hay hunde ! Ich hab' kein Geld / nichts !

Tawi omo yahi / O yahi tawo Er kam schon ; Haray/taway … Vielleicht … ; Tawi/feyyi (yo) … es passierte, (dass) …

### Adjektive
Stimmen mit der Klasse des Objektes überein. Bei Personen oft auch im Plural -o .

Omo tampii. Gorko tampuɗo . Er ist müde. Ein müder Mann. Paykoy/Faibe ndjello dañiɗa ? Wie viele (kleine) Kinder hast du ?
Während zeitweilige Eigenschaften mit woni, hude als Verb gemacht werden, s. o., macht man dauerhafte eher mit einem Fürwort, meist ko bei Personen oder ɗum, ngal bei Sachen

Laawol ngol/ɗum juuti Der Weg ist weit, vgl. Laawol juutngol weiter Weg

X ko/ɗum janginowo X ist Lehrer. Vgl.: X no ka/to lumo X ist beim Markt

## Das System der Nominalklassen
Keine andere Sprache in Kamerun kennt ein Nominalklassensystem. Hier zeigt sich die Verwandtschaft des Fulfulde mit den Sprachen des Senegaltales, wie zum Beispiel Wolof oder Serer. Man nimmt an, dass die Fulbe nach ihrer Ankunft in dieser Region (um Christi Geburt) durch den Kontakt mit den ortsansässigen Völkern die Nominalklassen in ihre Sprache integrierten.
Anhand des Fulfulde-Dialekts in Maroua in Nordkamerun lassen sich einige Charakteristika dieser Sprache erklären. Dazu gehören das System der Nominalklassen, die Anlautpermutation, das Verbalsystem und der Verb-Adjektiv-Dualismus.
Im Fulfulde von Nordkamerun gibt es 22 Nominalklassen, die aktiv verwendet werden. Drei weitere (kal und ngum dienen alle als Diminutive, kol hat nur ein einziges Grundwort) werden nur noch äußerst selten gebraucht. Die einzelnen Klassen werden nach der Permutation des Anfangskonsonanten in drei Gruppen (Anlautstufen) eingeteilt. In jeder Klasse gibt es vier mögliche Suffixe, die je nach dem Typ des Wortstamms an diesen angehängt werden. Dies bedeutet, dass ein Wortstamm in allen Klassen immer eine Endung aus derselben Suffixstufe verlangt.

### 1. Anlautstufe

#### nde
Dies ist eine große Klasse, in der sich viele belebte und unbelebte Wörter finden. Die Suffixstufen sind -re, -re, -de und -nde, der Plural wird fast ausschließlich über die Klasse ɗe gebildet.

#### ndu
Dies ist eine fast ebenso große Klasse. Sie besitzt die Suffixstufen -ru, -ru, -du und -ndu.
Da suudu (Haus, Zimmer) in diese Klasse gehört, finden sich hier auch alle anderen Hausarten. Dasselbe trifft ebenfalls auf Vögel (sonndu) zu. Die Wörter dieser Klasse gehen im Plural in die Klasse ɗi über.

#### nge
Im Kontrast zu den vorangegangenen Klassen hat diese nur sehr wenige Grundwörter. Zu ihr gehören nagge (Hausrind), yiite (Feuer), naange (Sonne) sowie einige wenige Abstrakta, die auf -ye enden, wie z. B. hinnuye (Gnade) und wasuye (Ratschlag). Gleichzeitig werden aus diesen wenigen Wörtern eine Vielzahl von Ableitungen gebildet, denn das Fulfulde ist – wie nur wenige Sprachen – reich an Wörtern für Kühe. Die Suffixstufen sind -e, -ye, -ge und -nge, der Plural wird meist über die Klasse ɗi gebildet.

#### ngo
In diese Klasse gehören alle geflochtenen Dinge: daago (Matte), sekko (Grasmatte), saɓɓo (Nest), faɗo (Sandale), des Weiteren konkrete Wörter wie maayo (Fluss), wuro (Dorf), luumo (Markt) und abstrakte wie suuno (Habgier) und muuyo (Wille). Die Suffixstufen lauten -o, -wo, -go und ngo, der Plural wird je nach Wort über die Klasse ɗe oder die Klasse ɗi gebildet.

#### ko
Das Stammwort dieser Klasse ist haako (Blatt einer Pflanze, Sauce). Deshalb gehören alle Arten von Blättern, ob von Bäumen, Sträuchern oder Gras, in diese Gruppe: ɓokko (Afrikanischer Affenbrotbaum), giligannjaaho (Moringa). Eine der wenigen Ausnahmen dieser Klasse ist hunnduko (Mund). Die Suffixstufen sind -o, -ko, -ko und -ko, der Plural wird entweder über die Klasse ɗe oder die Klasse ɗi gebildet.

#### ɓe
In dieser Klasse befinden sich alle Plurale der Personenklasse ’o. Das Suffix ist in allen Stufen -ɓe, wobei die Wörter, die im Singular auf -jo enden, im Plural zum großen Teil das Suffix -’en erhalten, z. B. jaamanjo – jaaman’en (der Deutsche, die Deutschen).

### 2. Anlautstufe

#### ngal
Zu den charakteristischen Wörtern dieser Klasse gehören leggal (Holz) und i’al (Knochen). Alle Knochen des Körpers, alle Holzarten sowie viele aus Holz gemachte Dinge sind hier zu finden: koombowal (Boot), dambugal (Tür), koromwal (Stuhl, Hocker), balawal (Schulter), korlal (Schienbein). Ebenso viele Gebrauchsgegenstände, z.Bsp puteputewal (Moped, wegen Leerlaufgeräusch), biŋawal (Löffel), besonders aus Verben gebildete, wie jogorgal (Henkel)
Einige große Vögel, vor allem Geier, Störche, Reiher und Nashornvögel, gehören ebenfalls hierher: dutal (Wollkopfgeier), nyaalal (Kuhreiher), gagarammawal (Sattelstorch), gurɓallowal (Hornrabe), jiigawal (Geier), gägerewal (Krebs).
Die Suffixstufen sind -al, -wal, -gal und -ngal, der Plural wird meist über die Klasse ɗe gebildet.

#### ngel
Dies ist die am häufigsten gebrauchte Diminutivklasse. Man kann jedes Wort kleiner oder niedlicher erscheinen lassen, indem man es hierher transferiert:
paatuuru – paatuuyel (Kätzchen)
rawaandu – dawaangel (Hündchen)
maayo – maayel (Bach)
hayre – kaa’el (Steinchen)
Die Suffixstufen lauten -el, -yel, -gel und -ngel, der Plural wird ausschließlich über die Klasse kon (dritte Anlautstufe) gebildet.

#### ngol
In dieser Klasse finden sich sehr viele konkrete Begriffe, die sich durch ihre Länge auszeichnen: laawol (Weg), mahol (Mauer), ɓoggol (Strick), meetaleewol (Turban), ngapaleewol (langes Gewand). Einige abstrakte Begriffe aus dieser Klasse sind: kulol (Angst) und peewol (feuchte Kälte). Die Suffixstufen lauten –ol, -wol, -gol und -ngol, der Plural wird meist über die Klasse ɗi, vereinzelt auch über die Klasse ɗe gebildet.

#### ki
Das charakteristische Wort dieser Klasse ist lekki (Baum, Pflanze). Da man traditionell Medizin aus Pflanzen herstellt, ist die dritte Wortbedeutung „Medikament“ oder „Heilmittel“. Alle Bäume und Sträucher sind in dieser Klasse zu finden: jaɓɓi (Tamarindenbaum), gelleehi (Dumpalme), bantaahi (Weißer Kapokbaum), ɓokki (Affenbrotbaum). Viele spitze oder scharfe Gegenstände haben ihre Heimat ebenfalls in dieser Klasse: laɓi (Messer), kaafaahi (Schwert).
Die Suffixstufen sind -i, -hi, -ki und -ki, der Plural wird zum großen Teil über die Klasse ɗe gebildet.

#### ɗum
Diese Klasse ist die sogenannte Neutralklasse. Sie beinhaltet viele aus Verben abgeleitete Wörter, die meist adjektivische oder partizipische Bedeutung haben: booɗɗum (gut, schön), garanɗum (Zukunft), bi’eteeɗum (die Dinge, von denen man gerade spricht), ɗuuɗɗum (viel, zahlreich). Die Klasse ɗum wird auch immer dann verwendet, wenn man beim Sprechen nicht ganz sicher ist, welche Klasse man benutzen soll. Sie wird vor allem von Nichtmuttersprachlern gerne benutzt. Die Suffixstufen sind -um, -jum, -ɗum und -ɗum, der Plural wird meist über die Klasse ɗe gebildet. ɗum und sein eigentlicher Plural ɗumen kann allgemein und auch für unbestimmte Sachen verwendet werden.

#### ɗe undɗi
In diesen beiden Klassen findet man alle Plurale der Sachenklassen. Im Ostful, zu dem auch der Dialekt von Maroua gehört, kann man zum Übergang von der Singular- zur Pluralklasse folgendes Schema aufstellen:
| nde, ngo, ngal, ki und ɗum                         | Plural mit ɗe          |
| ndu, nga, nge, ngu                                 | Plural mit ɗi          |
| ngol, ka, ɗam                                      | Plural meistens mit ɗi |
| ndi und ko gehen je zur Hälfte nach ɗe und ɗi über |                        |

Die Suffixstufen sind:
-e, -je, -ɗe, -ɗe für die Klasse ɗe und -i, -ji, -ɗi und -ɗi für die Klasse -ɗi. Statt der Suffixe -e und -i findet man manchmal auch -le oder -li:
fattude – pattule (Stadtviertel), ɓunndu – ɓulli (Brunnen).

#### ’o
Im Singular sind alle Personensubstantive in dieser Klasse beheimatet. Hierzu einige Beispiele, jeweils mit der Plural in der Klasse ɓe:
gorko – worɓe (Mann)
debbo – rewɓe (Frau)
pullo – fulɓe (Ful)
Wörter, die aus einer Tätigkeit abgeleitet sind, enden meist auf -wo:
demoowo – remooɓe (Bauer) von remgo (Ackerbau betreiben)
piloowo – filooɓe (Händler) von filgo (Handel treiben)
nyootoowo – nyootooɓe (Schneider) von nyootugo (nähen)
canynyoowo – sanynyooɓe (Weber) von sanynyugo (weben)
Die Suffixstufen sind -o, -jo, -ɗo und -ɗo, der Plural wird nur über die Klasse ɓe gebildet.
Zur zweiten Anlautstufe gehören auch noch folgende, wenig gebrauchte Klassen:

#### kol
Das einzige echte Substantiv in dieser Klasse ist nyalahol (Kalb).

#### ngum
Dies ist ebenfalls eine Diminutivklasse (vgl. oben ngel), die darin verwendeten Wörter werden als winzig, kümmerlich, kläglich oder geringwertig bezeichnet.

#### kal
Dies ist eine weitere Diminutivklasse. Sie gibt an, dass etwas in einer geringen Menge vorhanden ist.

### 3. Anlautstufe

#### ndi
Dies ist die Klasse der Körner. Zu ihr gehören z. B. gawri (Hirse), maaroori (Reis), alkamaari (Weizen und alles, was man daraus macht): kuroori (Mehl), nyiiri (Hirsebrei), mbusiri (flüssiger Hirsebrei). Eine andere große Wortgruppe in dieser Klasse sind männliche Tiere wie agugumri (Hahn), ngaari (Stier), njawdi (Ziegenbock). Ebenso, Metalle oder Produkte daraus, wie 'ñandi' (Eisen), 'mirandi' (Werkzeug). Des Weiteren nimmt diese Klasse zahlreiche konkrete und abstrakte Wörter auf: comri (Müdigkeit), pinndi (Blume), kangeeri (Gold), ndemri (Ackerbau). Die Suffixstufen sind -ri, -ri, -di und -ndi, der Plural wird je zur Hälfte über die Klasse ɗe und die Klasse ɗi gebildet.

#### nga
Diese Klasse ist eine Augmentativklasse, d. h., sie wird benutzt, um Begriffe größer zu machen. Sie beinhaltet vor allem große, oft wilde Tiere wie mbarooga (Löwe), nyiiwa (Elefant) und tireewa (Giraffe), aber auch Haustiere wie mbeewa (Ziege), mbaala (Schaf) und ngeelooba (Kamel). Diese Klasse wird ebenfalls benutzt, um aus Verben Substantive zu bilden: wooɗgo – mbooɗeenga (Güte), teddugo – teddeenga (Gewicht). Die Suffixstufen sind -a, -wa, -ga und -nga, der Plural wird meist über die Klasse ɗi gebildet.

#### ngu
Auch in dieser Klasse findet man viele Tiere. Da liingu (Fisch) hierher gehört, werden alle Fische zu dieser Klasse gerechnet. Des Weiteren findet sich hier ngabbu (Flusspferd), ndaw(u) (Strauß), puccu (Pferd), ngilngu (Raupe, Wurm, Made, Larve, Bakterium, Virus). Nahrungsmittel, die unter der Erde wachsen, werden ebenfalls hier eingeordnet: mbiriiwu (Erdnuss), ɓulumwu (Yamswurzel), ngalaawu (Erderbse).
Einige abstrakte Begriffe in dieser Klasse sind nyaw(u) (Krankheit) und sawtu (Stimme). Die Suffixstufen sind -u, -wu, -gu und -ngu, der Plural wird immer über die Klasse ɗi gebildet.

#### ka
Dieser Klasse kann man keine bestimmte Wortklasse zuordnen. Konkrete Begriffe aus dieser Klasse sind ngesa (Feld), ngaska (Loch), sirla (Hose). Abstrakte Begriffe sind z. B. daliila (Grund), asama (Himmel), ɗomka (Durst), alaama (Zeichen). Die Suffixstufen sind -a, -ha, -ka und -ka, der Plural wird entweder über die Klasse ɗe oder die Klasse ɗi gebildet.

#### kon
Alle Wörter, die im Singular in die Klasse ngel gehören, gehen im Plural in die Klasse kon über. Die Suffixstufen sind -on, -hon, -kon und -kon.

#### ɗam
Diese Klasse enthält alles was „fließt“, etwa Flüssigkeiten, Fette und Milchprodukte, Pulver, Abläufe. Einige Beispiele sind: ndiyam (Wasser), nebbam (Öl), kuɓɓirɗam(Benzin), kosam (Joghurt), njaram (Getränk), mbosam (gelbes Knochenmark), ’yi’yam (Blut), enɗam (Muttermilch, übertragen: Mutterliebe); sukkar (Zucker) und lamnɗam (Salz); ngurnɗam (Leben), wuytyeɗam (Zahlungsmittel). Die Suffixstufen sind -am, -jam, -ɗam und -ɗam, der Plural wird meist über die Klasse ɗi gebildet.

### Substantivklassen
| Bedeutung                    | Anlautstufe | Klassen                   |
| ---------------------------- | ----------- | ------------------------- |
| Sachenklassen – Singular     | 1.          | nde, ndu, nge, ngo, ko    |
| Sachenklassen – Singular     | 2.          | ngal, ngol, ki, ɗum (kol) |
| Sachenklassen – Singular     | 3.          | ndi, nga, ngo, ka, ɗam    |
| Sachenklassen – Plural       | 2.          | ɗe und ɗi                 |
| Personenklasse – Singular    | 2.          | ’o                        |
| Personenklasse – Plural      | 1.          | ɓe                        |
| Diminutivklassen – Singular  | 2.          | ngel, (ngum, kal)         |
| Diminutivklasse – Plural     | 3.          | kon                       |
| Augmentativklasse – Singular | 3.          | nga                       |

### Suffixstufen
(mit je einem Beispiel eines Wortstammes)
| Anlautstufe | Klasse | 1. hes- (neu) | 2. woɗ- (rot) | 3. wor- (männlich) | 4. wul- (heiß) |
| ----------- | ------ | ------------- | ------------- | ------------------ | -------------- |
| 1.          | nde    | hesre         | woɗeere       | worde              | wulnde         |
| 1.          | ndu    | hesru         | woɗeeru       | wordu              | wulndu         |
| 1.          | nge    | hese          | woɗeeye       | worge              | wulnge         |
| 1.          | ngo    | heso          | woɗeewo       | worgo              | wulngo         |
| 1.          | ko     | heso          | woɗeeho       | worko              | wulko          |
| 1.          | ɓe     | hes'be        | woɗeeɓe       | worɓe              | wulɓe          |
| 2.          | ngal   | kesal         | boɗeewal      | gorgal             | gulngal        |
| 2.          | ngel   | kesel         | boɗeeyel      | gorgel             | gulngel        |
| 2.          | ngol   | kesol         | boɗeewol      | gorgol             | gulngol        |
| 2.          | ki     | kesi          | boɗeehi       | gorki              | gulki          |
| 2.          | ɗe     | kese          | boɗeeje       | gorɗe              | gulɗe          |
| 2.          | ɗi     | kesi          | boɗeeji       | gorɗi              | gulɗi          |
| 2.          | 'o     | keso          | boɗeejo       | gorko *            | gulɗo          |
| 2.          | ɗum    | kesum         | boɗeejum      | gorɗum             | gulɗum         |
| 3.          | ndi    | kesri         | mboɗeeri      | ngordi             | ngulndi        |
| 3.          | nga    | kesa          | mdoɗeewa      | ngorga             | ngulnga        |
| 3.          | ngu    | kesu          | mboɗeewu      | ngorgu             | ngulngu        |
| 3.          | ka     | kesa          | mboɗeeha      | ngorka             | ngulka         |
| 3.          | kon    | keson         | mboɗeehon     | ngorkon            | ngulkon        |
| 3.          | ɗam    | kesam         | mboɗeejam     | ngorɗam            | ngulɗam        |

* Die Wortendung in der dritten Suffixstufe lautet normalerweise -ɗo, die Form hier heißt aber gorko (Mann).
Auch wenn diese Tabelle auf den ersten Blick verwirren mag, so gibt es doch viele Ähnlichkeiten zwischen den Gruppen bezüglich der Suffixstufen:
| nde, ndu und ndi      |
| nge, ngo, nga und ngu |
| ko, ki und ka         |
| ngal, ngel und ngol   |
| ɗe, ɗi und ’o         |
| ɗum und ɗam           |

## Permutation
Ein weiteres Charakteristikum des Fulfulde ist die Permutation. In Bezug auf Sprachen versteht man darunter die Veränderung von Lauten eines Wortstammes, je nachdem in welchem grammatikalischen Zusammenhang sie stehen. August Klingenheben schreibt dazu Folgendes: „Ein wichtiges, den grammatischen Aufbau beherrschendes morphologisches Charakteristikum des Ful stellt eine Lautveränderung dar, die wir unter dem Namen Permutation zusammenfassen.“
Man unterscheidet als Unterformen die Anlautpermutation, welche beim ersten Laut des Wortes auftritt und entscheidend für die Einordnung ins Nominalklassensystem ist, und die Inlautpermutation, welche den Anlaut der Klassensuffixe bestimmt.
Im Fulfulde gibt es eine Anzahl von Lauten, die der Permutation unterliegen. Dabei unterscheidet man, in wie vielen Anlautstufen die Laute verändert werden.

### Dreigliedrige Permutation
| 1. Anlautstufe | 2. Anlautstufe | 3. Anlautstufe |
| -------------- | -------------- | -------------- |
| w              | b              | mb             |
| w              | g              | ng             |
| y              | j              | nj             |
| y              | g              | ng             |
| r              | d              | nd             |

w und y haben zwei verschiedene Permutationswege. Bei w findet man den Weg über b zu mb zum Beispiel bei wi’go (sagen), wamgo (tanzen) oder weergo (jemanden beherbergen). Der Weg über g nach ng wird unter anderem bei wargo (kommen), wurtaago (herausgehen) und waddugo (bringen) benutzt. Es gibt hier keine klare Regel, um Wortstämme dem Permutationsweg zuzuordnen.
Bei y ist dies anders. Folgt dem Vokal ein a, o oder u, so wird der Weg über j zu nj gewählt, wie z. B. yargo (trinken), yoofgo (los-/fallen lassen) oder yuuwgo (durchbohren). Verben wie yi’go (sehen) oder yettugo (danken) sind Beispiele für die Permutation über g zu ng vor e und i. Es ist sehr zweckmäßig (wie z.Bsp. mitunter in Pulaar „inoffiziell“ vorkommt), neben dem w (eher wie u gesprochen und nach g, ng permutierend) ein v (eher wie w gesprochen und nach b, mb gehend) zu benutzen (Bsp: warde > g,ng kommen, varde > b,mb töten).

### Zweigliedrige Permutation
| 1. Anlautstufe | 2. Anlautstufe | 3. Anlautstufe |
| -------------- | -------------- | -------------- |
| f              | p              | p              |
| h              | k              | k              |
| s              | c              | c              |

Die Permutation tritt in verschiedenen Zusammenhängen auf.

### Permutation bei Verben
Da im Fulfulde die Endungen des konjugierten Verbs für alle Personen dieselben sind, dient die Permutation zur Unterscheidung zwischen den Personen des Singular und des Plural.
| mi wi’i – ɓe mbi’i         | ich sagte – sie sagten                        |
| o wari – on ngari          | er/sie kam – ihr kamt                         |
| a yaran – en njaran        | du wirst trinken – wir (inkl.) werden trinken |
| mi yi’i – min ngi’i        | ich sah – wir (exkl.) sahen                   |
| moota ranwi – defte ndanwi | das Auto ist weiß – die Bücher sind weiß      |
| a foofi – ɓe poofi         | du atmetest – sie atmeten                     |
| o huli – on kuli           | er hatte Angst – ihr hattet Angst             |
| mi soodi – en coodi        | ich kaufte – wir (inkl.) kauften              |

Die Eingangskonsonanten b, d, g und j unterliegen nicht der Permutation, werden jedoch im Plural der Verben pränasalisiert (ein Nasallaut wird dem Konsonanten vorangestellt):
| mi dilli – ɓe ndilli | ich ging fort – sie gingen fort     |
| a jalan – on njalan  | du wirst lachen – sie werden lachen |

### Permutation bei Substantiven
Jedes Substantiv geht beim Wechsel vom Singular zum Plural in eine neue Klasse über. Damit geht in den meisten Fällen ein Wechsel der Anlautstufe einher und somit auch eine Anlautpermutation. Verschiedene substantivische Ableitungen eines Wortstammes können ebenfalls in verschiedenen Klassen mit unterschiedlichen Anlautpermutationen auftreten.
| Singular  | Klasse | Plural    | Klasse | Bedeutung                |
| --------- | ------ | --------- | ------ | ------------------------ |
| wamnde    | nde    | bamɗe     | ɗe     | Esel                     |
| wookaandu | ndu    | gookaali  | ɗi     | Schrei                   |
| jurumɗo   | ’o     | yurumɓe   | ɓe     | erbarmungswürdige Person |
| yenaande  | nde    | genaale   | ɗe     | Grab, Grabstätte         |
| hasre     | nde    | kase      | ɗe     | Haufen, Stapel           |
| pemmboowo | ’o     | femmbooɓe | ɓe     | Barbier, Haarschneider   |
| sonndu    | ndu    | colli     | ɗi     | Vogel                    |
| demoowo   | ’o     | remooɓe   | ɓe     | Ackerbauer               |

Als Beispiel für die Ableitung in verschiedenen Klassen soll uns die Wurzel SAS- dienen:
| caski | der Baum Faidherbia albida         |
| sasre | die Frucht des Baumes              |
| casal | das Holz des Baumes                |
| casol | die Wurzel des Baumes              |
| casɗe | Plural für Bäume, Holz und Früchte |

### Sonstige Lautverschiebungen
Ansonsten kommen noch Lautverschiebungen zwischen y und s (z.Bsp. koyngal / kosngal Bein oder leydi / lesdi Boden) oder d und l (z.Bsp. ndaar / laar angucken oder dawol / lawol Reise, Weg) vor.

## Forschung
Die sogenannte Fulistik, die von August Klingenheben begründet wurde, ist heute ein Teil der Afrikanistik.